# Los Hermanos Zuleta
Los Hermanos Zuleta es una agrupación musical de vallenato conformada por los hermanos Tomás Alfonso «Poncho» Zuleta y Emiliano «Emilianito» Zuleta Díaz, entre 1970 y 2005.
Poncho y Emiliano buscaban mantener el legado en la música vallenata iniciado por su padre, el juglar Emiliano Zuleta Baquero. Este legado fue premiado al ganar el primer Premio Grammy Latino categoría "Cumbia/Vallenato" con el álbum Cien días de bohemia en el 2006.
Tras una extensa trayectoria musical al grabar numerosos álbumes y realizar incontables conciertos en Colombia y el exterior, en el 2016 Los Hermanos Zuleta fueron homenajeados en la edición 49 del Festival de la Leyenda Vallenata.

## Trayectoria
La agrupación nació en 1970 con la grabación del álbum Mis preferidas con Emilianito Zuleta y su conjunto, cantando Poncho Zuleta. Esta primera producción musical incluyó temas de la autoría de Emilianito La molestia, La experiencia y El delirio y el tema compuesto por Poncho titulado Desencanto; Además incluyeron la canción Vueltas del destino del compositor Luis Ortega; La suerte de Juana de Antonio Orozco, La negra Felipe de Simón Salas; el tema La estrella de Juan Muñoz; la canción Callate corazoncito del reconocido compositor Tobías Enrique Pumarejo; Sufriendo estoy de José Pinilla; La rutina de Pedro García; y la enfermedad del compositor Rafael Escalona.
En 1977, ‘Poncho’ Zuleta nombró al controversial 'Lucky' Cotes en la canción ‘Soy parrandero y qué’  el LP ‘Dos estrellas’ de la autoría de Lenin Alfonso Bueno Suárez. El coro de la canción fue grabada por ‘Poncho’ Zuleta diciendo:

“Yo soy parradero y qué, a nadie le importa, yo soy ‘Lucky’ Cotes, oiga, a nadie le importa”, pero la canción antes de grabarla decía: “Yo soy parradero y qué, a nadie le importa, si soy como ‘Lucky’ Cotes, a nadie le importa”. - ‘Soy parrandero y qué’ /  LP ‘Dos estrellas’.

### Presentación en los Premios Nobel
El 8 de diciembre de 1982, Poncho Zuleta y su hermano Emiliano acompañaron al escritor colombiano Gabriel García Márquez a la ceremonia del Premio Nobel de Literatura en el Aoso Gymnasum de Estocolmo, Suecia, bajo el acompañamiento de la folclorista Consuelo Araújo Noguera. Los Hermanos Zuleta acompañaron a la comitiva de García Márquez a ritmo de vallenato.

"Cuando las notas de Emilianito y la voz prodigiosa de Poncho comenzaron a cantar, cuando en un rapto de emoción Poncho me pasó el micrófono para que le ayudara en el coro, vi detrás de mis propias lágrimas, a Tachia Quintana —una vasca amiga de los García Barcha— con la cara entre sus manos, presa de un llanto compulsivo. Después ella misma me dijo que cuando sonó el primer acorde casi grita, porque estaba pensando en ese paseo que García Márquez le enseñó hacía más de 20 años en París, cuando no tenían calefacción ni mucha comida".

“Fue algo apoteósico, delirante, mágico. Los aplausos que retumbaban en el salón hicieron que Emiliano y Pedro y Pablo acometieran los compases de la ‘Patillalera’ que fue recibida con otra ovación y con Gabo echado hacia bien atrás en su silla para poder mirar hacia donde estábamos los descendientes de Francisco el Hombre rindiéndole a él el tributo de nuestra admiración”. - Consuelo Araújo, describiendo la presentación de Poncho y Emilianito en Suecia.

Además de Poncho y Emilianito, en representación del género vallenato asistieron Pablo López y Rafael Escalona.
Sobre García Márquez, Poncho Zuleta dijo que “Él no pidió otra agrupación, sino Los Hermanos Zuleta. La canción preferida de él fue La vieja Sara, merengue de Rafael Escalona: Tengo que hacerle a la vieja Sara una visita que le ofrecí, pa’ que no diga de mí, que yo la tengo olvidada”.

### Audio en presunta parranda paramilitar
En el 2003 empezó a circular entre los seguidores del vallenato y los vendedores de CD pirata una grabación de una parranda vallenata en la que Zuleta y su hermano Emiliano, presuntamente en el municipio de Astrea. En la grabación, Poncho le dedica una de las canciones a los paramilitares. Luego se escucha una ráfaga de ametralladora y la voz de Zuleta gritando "Nojoda, viva la tierra paramilitar, vivan los paracos".
Los Hermanos Zuleta alegaron que la grabación era un montaje. Varios miembros del grupo y empleados de la empresa discográfica Sony analizaron el informe técnico con el que buscaban sustentar que alguien había hecho un montaje y procederían a presentar una denuncia, además alegaron que Los Hermanos Zuleta no habían hecho presencia en Astrea por más de una década.

### Grammy Latino Cumbia/Vallenato
El 26 de septiembre de 2006, Poncho y Emilianito fueron nominados a los premios Grammy Latino, Categoría Cumbia/Vallenato por su álbum Cien Días De Bohemia, bajo el sello discográfico Sony BMG Music Entertainment.
Los Hermanos Zuleta se convirtieron en los primeros ganadores del prestigioso galardón en la categoría Cumbia/Vallenato.

### Homenaje en Festival Vallenato (2016)
En abril de 2016 Los Hermanos Zuleta fueron homenajeados en la edición 49 del Festival de la Leyenda Vallenata.

## Discografía
La siguiente es la discografía de Los Hermanos Zuleta:
La discografía solo incluye los trabajos que Los Hermanos Zuleta realizaron juntos. Poncho realizó trabajos discográficos con otros acordeoneros, de igual manera, Emilianito tuvo su propio conjunto.
| - 1970: Mis preferidas - 1972: La cita - 1973: Mi canto sentimental - 1974 Río crecido - 1974: Río seco - 1975: El reencuentro de Poncho y Emiliano - 1975: Fiesta Vallenata vol. 1. - 1976: Idolos - 1976: Los maestros - 1976: Fiesta Vallenata vol. 2. - 1977: Dos estrellas - 1977:El cóndor legendario - 1977: Fiesta Vallenata vol. 3 - 1978: Tierra de cantores - 1979: Dinastía y folclor - 1979:Fiesta Vallenata vol. 4 - 1979: Volumen 12 - 1979: Fiesta Vallenata vol. 5 | - 1980: Pa' toda la vida - 1980: Fiesta Vallenata vol. 6. - 1981: Volumen 15 - 1981: Fiesta Vallenata vol. 7. - 1982: Por ella - 1982: Fiesta Vallenata vol. 8. - 1983: El vallenato Nobel - 1983: Fiesta Vallenata vol. 9. - 1984: 039 - 1984: Fiesta Vallenata vol. 10. - 1985: Mi acordeón - 1985: Homenaje a Pedro Castro - 1985: Fiesta Vallenata vol. 11. - 1986: Los mejores años - 1986: Fiesta Vallenata vol. 12. - 1987: Fiesta Vallenata vol. 13. | - 1991: El zuletazo - 1991: Fiesta Vallenata vol. 17. - 1992: Mañanitas de invierno - 1993: Fiesta Vallenata Vol. 19 - 1994: Tardes de verano - 1994: Fiesta Vallenata vol. 20 - 1995: El girasol - 1995: Zuleta 95 - 1995: Fiesta Vallenata vol. 21 - 1996: Siempre vallenato - 1996: Fiesta Vallenata vol. 22 - 1997: Nobleza y folclor - 1997: Fiesta Vallenata vol. 23 - 1998: La trampa - 1998: Fiesta Vallenata vol. 24 - 1999: 15 Grandes éxitos de Diomedes Díaz cantados con Poncho Zuleta - 1999: Los juglares | - 2001: La sangre llama - 2002: Cantaré - 2003: Por siempre - 2003: Fiesta Vallenata vol. 25 - 2004: En vivo - 2004: Lo mejor del vallenato en vivo - 2005: Cien días de bohemia - 2005: Fiesta Vallenata vol. 26 |

### Congos de Oro
Otorgado en el Festival de Orquestas del Carnaval de Barranquilla:
| Año  | Trabajo nominado    | Categoría | Resultado |
| ---- | ------------------- | --------- | --------- |
| 1986 | Los Hermanos Zuleta | Acordeón  | Ganador   |